# 부곡중학교 (부산)
부곡중학교(釜谷中學校)는 대한민국 부산광역시 금정구 부곡동에 있는 공립 중학교이다.

## 학교 연혁
- 1969년 11월 10일 : 교사 신축공사 기공(개교 기념일)
- 1970년 1월 13일 : 설립인가(15학급)
- 1970년 2월 1일 : 초대 김동영 교장 취임
- 1970년 3월 5일 : 제1회 입학식(4학급 240명)
- 1970년 4월 10일 : 신축공사 준공(2층 10교실)
- 1973년 1월 17일 : 제1회 졸업식(240명)
- 1992년 3월 1일 : 36학급으로 증설 인가
- 1993년 2월 28일 : 교사, 화장실 증개축(6교실)
- 2008년 9월 30일 : 과학실 현대화 완료
- 2012년 2월 10일 : 영어, 수학 교과교실 구축
- 2013년 11월 12일 : 운동장 생활체육시설 완공
- 2017년 3월 13일 : 다목적강당(금빛관) 준공
- 2021년 8월 18일 : 부산형 블렌디드 교실 설치 사업 (28개실) 완료
- 2025년 2월 7일 : 제53회 졸업식(196명, 총 23,661명)
- 2025년 3월 1일 : 제24대 임혜정 교장 부임
- 2025년 3월 4일 : 제56회 입학식(8학급 225명 남 87명, 여 138명)

## 참고 자료
- 부곡중학교 - 한국교육학술정보원 학교알리미